# Poustevny u Kuksu
Poustevny byly nedílnou součástí komponované barokní krajiny s četnými světskými a církevními stavbami, zahradami, alejemi, hodnotnými sochařskými díly a dalšími objekty, kterou v jihozápadní části svého hradišťského panství (panství Choustníkovo Hradiště na Trutnovsku) vybudoval na počátku 18. století významný středoevropský mecenáš umění hrabě František Antonín Špork. František Antonín Špork na tomto území nechal rozmístit celkem sedm meditačních pousteven, a to jak v areálu Nového lesa u Kuksu, zvaného Betlém, ležícím na nynějším katastrálním území obce Stanovice, tak i přímo v Kuksu, jako např. poustevnu sv. Jiljí. Jednalo se o poustevny sv. Františka, sv. Pavla, sv. Antonína, sv. Jeronýma, sv. Huberta, sv. Jiljí a sv. Bruna. V pozdějších letech všechny tyto objekty postupně zanikly a do 21. století se z nich dochovaly jen nepatrné zbytky. Území, na kterém se poustevny nacházely, se zčásti překrývá s územím památkové rezervace Kuks – Betlém, vyhlášené v roce 1971.

## Historie
Podle legend jsou počátky poustevnictví v Českých zemích spojovány se jménem svatého Ivana, současníka českých knížat Neklana, Hostivíta a Bořivoje, který se v polovině 9. století usadil nedaleko Prahy v jeskyni v dnešním Svatém Janu pod Skalou. Později ve 13. a 14. století bývalo poustevnictví v případě spáchání vraždy používáno pro světské osoby jako alternativní forma trestu. Poustevnictví jako projev víry se však udrželo i během husitských válek a v následujícím století. 
K další významné změně došlo v počínajícím období baroka v druhé polovině 17. století, kdy se mezi českou šlechtou rozšířila móda zakládání umělých pousteven neboli eremitáží, často doplněných  okrasnými a bylinkovými zahradami, altánky a letohrádky. Tyto objekty sloužily jak k meditacím, tak i k zábavě a odpočinku majitelů panství a jejich hostů. Jedním ze známých příkladů těchto aktivit české šlechty je skalní hrad Sloup na Českolipsku, který nechal na sklonku 17. století hrabě Ferdinand Hroznata  z Kokořova přebudovat na celý komplex pousteven se skalním kostelem a dalšími objekty a kde se v letech 1690 až 1782 vystřídalo několik poustevníků, na jejichž obživu přispívali majitelé sloupského panství. Podobně tomu bylo i v řadě dalších šlechtických sídel..

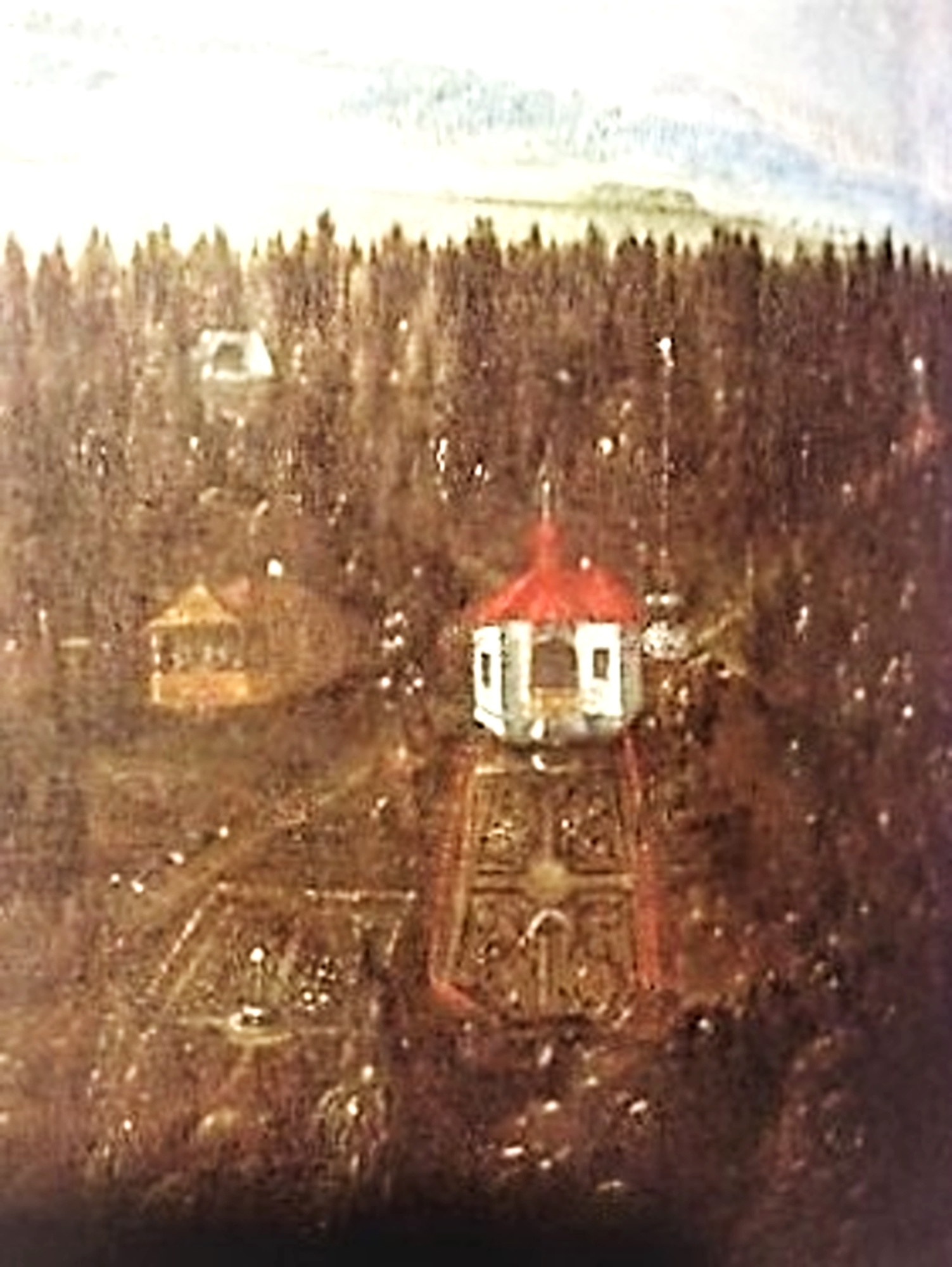
Poustevna sv. Antonína v Novém lese na obraze neznámého autora z 18. století

Bezesporu nejvýznamnějším zakladatelem a mecenášem meditačních pousteven v Českých zemích v období baroka byl hrabě František Antonín Špork, majitel několika panství ve středních, severních a východních Čechách. První z těchto eremitáží vznikly na Šporkově panství v Lysé nad Labem již v 90. letech 17. století. V lese Bor u Dvorců nechal hrabě Špork postavit poustevnu svatého Františka Serafinského s kaplí a malým letohrádkem již v roce 1692, následovala eremitáž u sv. Václava s kaplí, zahradou, fontánou a větrným mlýnem, postavená v roce 1696 na hranici lyského a brandýského panství. V téže době František Antonín Špork nechal na svém malešovském panství na Kutnohorsku na vrchu Vysoká vybudovat pozoruhodný letohrádek Belveder s kaplí sv. Jana Křtitele a poustevnami.
Souběžně s tím již od roku 1692 začal hrabě Špork budovat na svém hradišťském panství ve východních Čechách vrcholně barokní lázeňský komplex Kuks, jehož výstavba trvala až do roku 1724.
Jako první poustevna v Kuksu vznikla eremitáž sv. Františka, postavená na levém břehu Labe u cesty z Kuksu do Stanovic již v roce 1701. Na cestě k poustevně byl vybudován malý letohrádek. Eremitáž sv. Františka obýval poustevník Kristián Koschner.Na vedutě z roku 1730 je však poustevna sv. Františka vyobrazena na louce pod poustevnou sv. Antonína v místech zaniklé kaple Nalezení sv. Kříže, kudy nyní prochází moderní Křížová cesta 21. století, vybudovaná v roce 2008.Poustevníci, dosazení do eremitáží, museli podle Šporkových ustanovení zůstat ve službě tři roky, uklízet svá obydlí, plnit kostelnické povinnosti a pečovat o zahrady.Za to dostávali plné zaopatření, například dle dobových záznamů bylo poustevníkovi od sv. Antonína v roce 1735 přiděleno  celkem 15 rýnských zlatých a 36 krejcarů na koupi masa, dále pivo, pšenice, žito, ječmen, oves, sůl, máslo a sýr.
Ještě před dokončením výstavby Kuksu F. A. Špork připojil k panství Choustníkovo Hradiště tzv. Nový les o rozloze 70 ha na pravém břehu Labe u Stanovic a Žirče, který koupil od města Dvora Králové nad Labem  26. února 1717 za 2 900 zlatých.Na tomto území se nachází mnoho skal a balvanů z kvalitního tvrdého pískovce, který byl velmi pravděpodobně  použít i jako materiál při tvorbě Braunových soch v Kuksu. V samotném Novém lese (Betlémě) byly sochy a reliéfy částečně tesány přímo do skály.
V roce 1718 nechal František Antonín Špork založit v Novém lese poustevny sv. Antonína a sv. Pavla. Obě poustevny byly prvními novými objekty na území Nového lesa a byly dokončeny  v roce 1720. Doplňovala je okrasná a bylinářská zahrada s fontánami a vodotrysky a další drobnější objekty.

### Poustevna sv. Antonína
Poustevna, zasvěcená sv. Antonínu Poustevníkovi, zvanému též Antonín Veliký nebo Antonín Opat, stála na pravém břehu Labe nad hranou příkrého svahu v severní části Nového lesa. Antonín Veliký, který žil na přelomu 3. a 4. století n. l. asketicky v egyptské poušti, je považován za průkopníka poustevnického života a mnišství.

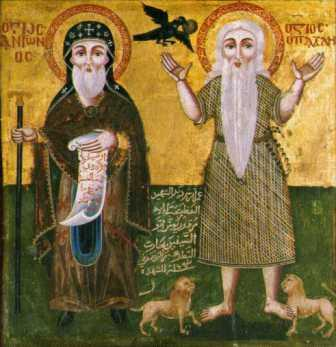
Sv. Antonín a sv. Pavel, koptská ikona ze 14. století

Šporkova poustevna sv. Antonína byla zděná obdélná stavba se zkosenými rohy a středním rizalitem v průčelí, obráceném k severu. Rizalit doplňovala dřevěná pavlač. Budova byla podsklepená a její součástí byla kuchyně. Na střeše byla věžička s malým zvonem. Interiéry poustevny byly vyzdobeny malbami a nápisy. Neobvyklý obraz, namalovaný olejovými barvami, se nacházel zvenčí na jižní straně poustevny. Představoval tanec čarodějnic (sabat) a těsně před příchodem inkviziční komise v roce 1729 jej hrabě Špork nechal zabílit a později zcela odstranit. Podle některých odborníků mohl být autorem tohoto obrazu Šporkův "dvorní" grafik a rytec Michael Heinrich Rentz.
U poustevny se nacházely také sochy. V expozicích městského muzea v Jaroměři je uchovávána 157 cm vysoká dřevěná polychromovaná socha sv. Antonína, Tato socha, která byla původně doplňkem poustevny, je uvnitř dutá a sloužila jako schránka pro vhazování pamfletů proti jezuitům, s nimiž hrabě Špork vedl spory. Nedaleko poustevny stával buk, v jehož kůře byl vyřezán a vymalován sv. Eustach, klečící vedle svého koně před jelenem. 
Na severní straně před vchodem do budovy byla stupňovitá fontána a za ní ležela obdélná okrasná zahrada. Směrem na severovýchod od okrasné zahrady se rozkládaly pozemky bylinářské a zelinářské zahrady, jejíž plocha byla rovněž geometricky rozčleněná. Ve středu této zahrady byl další vodotrysk, jehož piscina, tj. nádrž či bazén se dosud dochovala na původním místě. Na rozcestí směrem na jih od poustevny byla umístěna další dvoustupňová fontána, z níž dle dobového popisu byla vystřikována voda až do výše dvaceti loktů. Do fontán, na pozemky a k poustevně byla přiváděna voda dřevěným potrubím z pramene, který se nachází ve skále, později vyzdobené reliéfy Vidění sv. Huberta a Příchod tří králů, a z  dalšího pramene za Jákobovou studnou.
Navzdory snahám z druhé poloviny 20. století nebylo území, kde stávala poustevna sv. Antonína, zahrnuto do památkové rezervace a posléze ani do národní kulturní památky Kuks.

### Poustevna sv. Pavla
Sv. Pavel Poustevník, stejně jako sv. Antonín Veliký, žil na přelomu 3. a 4. století n. l. asketickým životem v hlubinách egyptské pouště.  Podle křesťanské tradice se oba starci v poušti nakonec setkali a když sv. Pavel zemřel, Antonínovi údajně pomohli vykopat jeho hrob dva lvi.

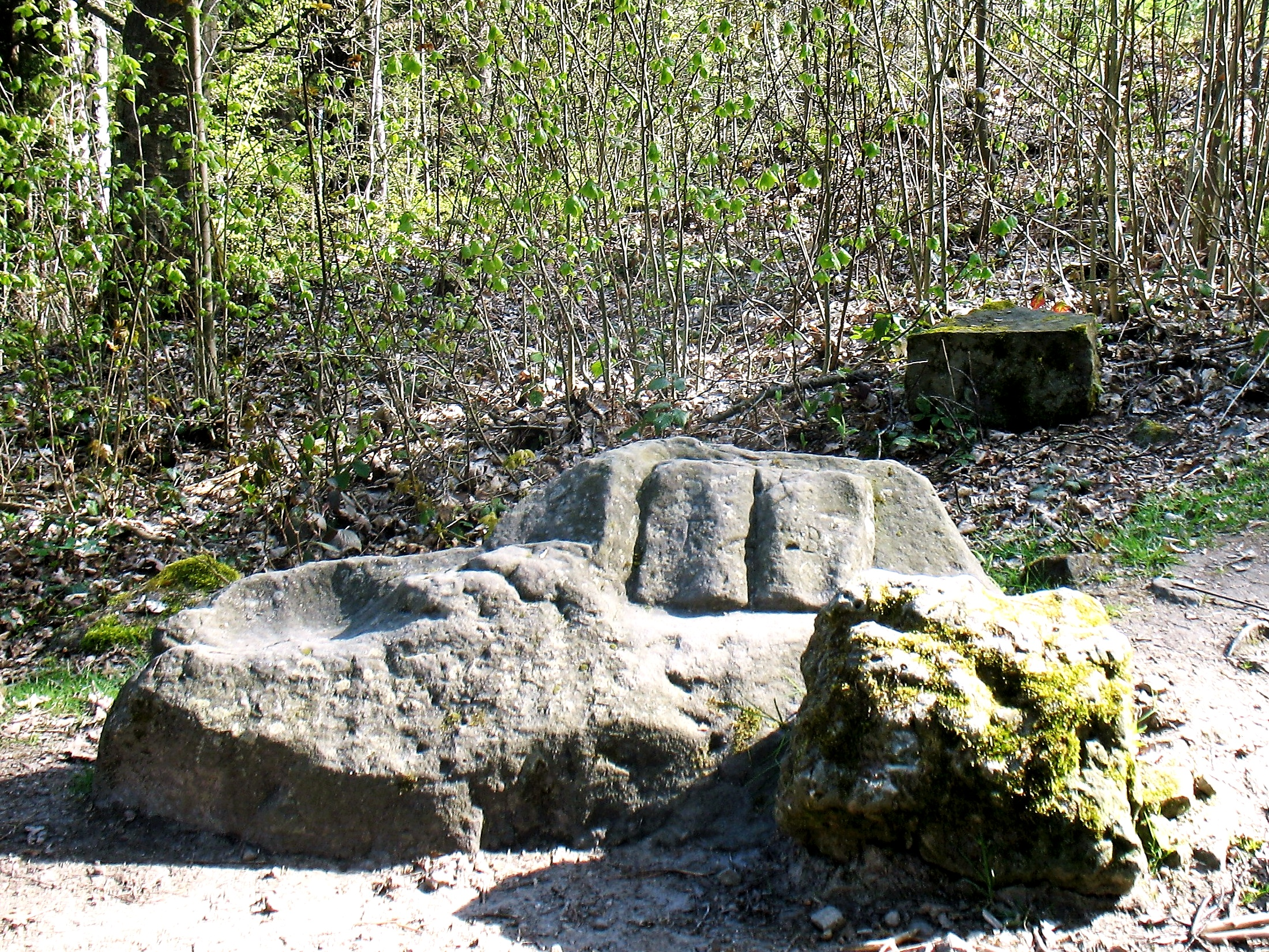
Kamenné sedátko s knihou, jediný pozůstatek zaniklé poustevny sv. Pavla

Poustevna sv. Pavla byla vybudována v Novém lese u cesty, vedoucí od Kuksu a Stanovic, přibližně 12 metrů severovýchodně od skály, na niž byl později vytesán Příchod tří králů, Klanění pastýřů a Vidění sv. Huberta. Dřevěná stavba byla polygonální, šestiboká nebo osmiboká, s červenou stanovou střechou a s křížem na vrcholu. 
Podrobnější záznamy o podobě stavby nejsou k dispozici – s výjimkou protokolu z návštěvy inkviziční komise z roku 1729, v němž jsou zmíněny některé nevhodné nápisy na stěnách poustevny, které musely být odstraněny. Voda z pramene v nedaleké skalní stěně byla jímána do nádrže u poustevny sv. Pavla, odkud byla odváděna potrubím k poustevně sv. Antonína.
Ve zprávě z roku 1778 K. J. Bienenberg popisuje poustevnu již jako zpustlý objekt s několika kamennými sochami, z nichž jsou dobře zachovalé pouze sedátko s otevřenou knihou, had a lebka. Poustevna pravděpodobně zcela zanikla již koncem 18. století. Prostor, kde budova stála, byl později zavezen skrývkou a odpadem z těžby v místních pískovcových lomech a následně vše hustě zarostlo náletovými dřevinami.
Místo, kde se nacházejí pozůstatky poustevny sv. Pavla, leží v centrální části Betléma na území, které je součástí památkové rezervace  a národní kulturní památky Kuks - Betlém.